# Ago crinale

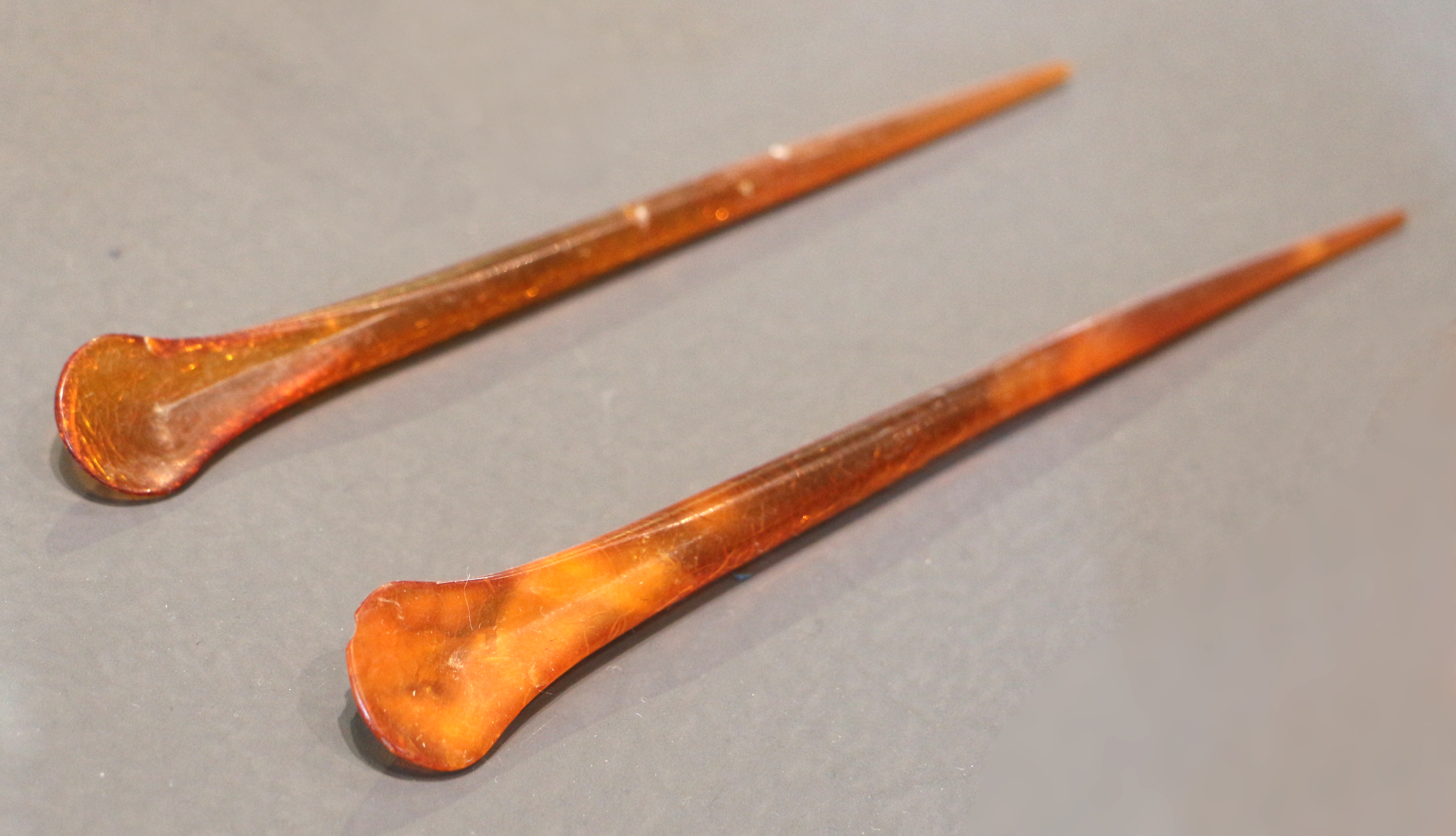
Crinali da toeletta in ambra, I-II secolo d.C. Museo archeologico nazionale di Aquileia

L'ago crinale era uno spillone per sollevare e tenere fermi i capelli. Come le fibule, i bracciali, le collane e gli anelli, gli aghi crinali facevano parte del corredo della donna fin dall'Antichità. Erano realizzati in oro, in argento, in osso, in avorio, in ferro, in bronzo. La testa poteva essere variamente lavorata. 

## Uso e descrizione

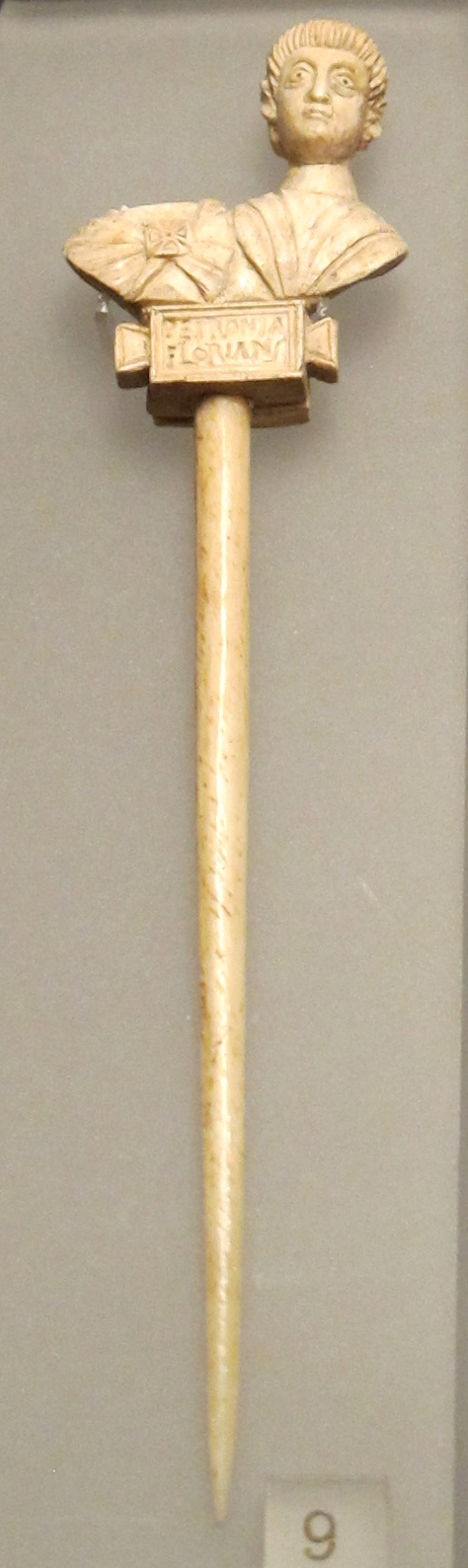
Ago crinale avorio Petronia Florians, 350-400 d.C. (Palazzo Massimo alle Terme, Roma

Venne in uso tra i Greci, poi tra gli Etruschi, i Romani, le popolazioni italiche, infine le barbariche. Al Museo Poldi Pezzoli di Milano si conserva un crinale d'oro con la testa formata da una pallina sovrastata da una colomba; al Museo archeologico di Firenze c'è un ago crinale, arte etrusca del VI secolo a.C., trovato a Populonia; al Museo archeologico nazionale di Taranto, tra gli Ori di Taranto un esemplare in argento, romano, del II-I secolo a.C. Fibule e aghi crinali (1100 a.C.) sono stati rinvenuti presso Groppo, nella zona di Bobbio e aghi crinali dell'Età del bronzo, sono stati trovati a Vecchiazzano (Forlì).
Spilloni d'argento o di argento dorato, come quelli che portava Lucia ne I promessi sposi, sono oggi in uso per acconciature, in tradizionali costumi regionali o locali italiani, e derivano direttamente dagli antichi aghi crinali. Sono tornati di moda e se ne producono in plastica, in osso, in legno.

### Altri aghi crinali in musei
- Il Corredo della Dama di Chiusano ritrovato lungo il Po, tra Gaiba e Ficarolo, comprende un ago crinale di produzione barbarica, databile tra il V e VI secolo. (Rovigo, Museo dei grandi fiumi).
- Arte romana, ago crinale in avorio. (Firenze, Museo nazionale del Bargello).
- Aghi crinali, detti guselle, collezione Prosdocimi Bozzoli. (Museo civico di Belluno).
- Aghi crinali, appartenenti ad una tomba longobarda del VI-VII secolo, lungo la Via Flaminia. (Complesso museale di San Francesco (Trevi)).
- Aghi crinali dell'Età del ferro. (Museo civico archeologico Isola della Scala).
- Ago crinale in metallo dorato con figura femminile, copia dell'antico, XIX secolo. (Museo nazionale della scienza e della tecnologia (Milano).
- Aghi crinali, bronzo oppure argento, reperiti nella necropoli di San Giovanni, seconda metà del VI secolo. (Museo archeologico nazionale di Cividale).
- Ago crinale in argento proveniente da una sepoltura di Fornovo San Giovanni. (Civico museo archeologico di Bergamo).